# Дучо ди Буонинсења
Дучо ди Буонинсења (итал. Duccio di Buoninsegna, *средина 13. века око 1250. — 1318/19) био је италијански сликар, припадник уметничког правца готике, и један од најзначајнијих представника Сијенске школе сликарства.

## Биографија и дело
Рођен је, живео и радио у Сијени. Радио је углавном у техници темпере са пигментима и јајима. Сликао је наративне религијске теме, уобичајене у времену у коме је стварао.
Његова уметност се заснива на византијским узорима, нарочито на уметности епохе Палеолога. Дучо је познавао рад свога фирентинског колеге Чимабуеа. За њих је заједнички начин представљања фигура - монументалан и меланхоличан у исто време. Дучова дела карактеришу меке елегантне линије и рафинирани избор колорита.
О Дучовој младости није ништа познато и не знамо ни ко је био његов учитељ. Историчари сматрају на основу сличности са сликама Чимабуеа могао управо овај сликар бити његов учитељ. Са Дучовим именом се први пут сусрећемо 1278, када је добио од Сијенског већа радове на украшавање већнице.
Прво познато Дучово дело је Мадона са анђелима око 1285. године коју је уметник насликао за цркву Санта Марија Новела у којој је још увек видљив ирационални контекст који је он одстранио. На другој страни његова лица на медаљонима имају физиогномске црте.
Једним од најпознатијих његових дела је мадона у трону Маеста који је био у катедрали у Сијени. Слика је била сликана и са предње и стражње стране. На једној страни је била девица Марија која је у трону на златној позадини окружена анђелима и свецима а на задњој страни су били прикази из распећа.
Најпознатији његови ученици су били Симон Мартини и браћа Лоренцети и њиховом је заслугом у 13. веку Сијена постала другим најзначајнијим сликарским центром после Фиренце.